# Stro-uiltje
Het stro-uiltje (Rivula sericealis) is een dag- en nachtactieve nachtvlinder uit de familie spinneruilen (Erebidae). De voorvleugellengte bedraagt tussen de 13 en 15 millimeter. De imago kan verward worden met de late koolmot (Evergestis forficalis) uit de familie van de grasmotten (Crambidae), maar deze is wat groter en er lopen strepen over de voorvleugel. De soort overwintert als rups.

## Waardplanten
Het stro-uiltje heeft diverse grassen als waardplant, zoals boskortsteel en pijpestrootje.

## Voorkomen in Nederland en België
Het stro-uiltje is in Nederland en België een gewone vlinder, die over het hele gebied verspreid voorkomt. De vliegtijd is van half mei tot en half oktober in drie generaties.

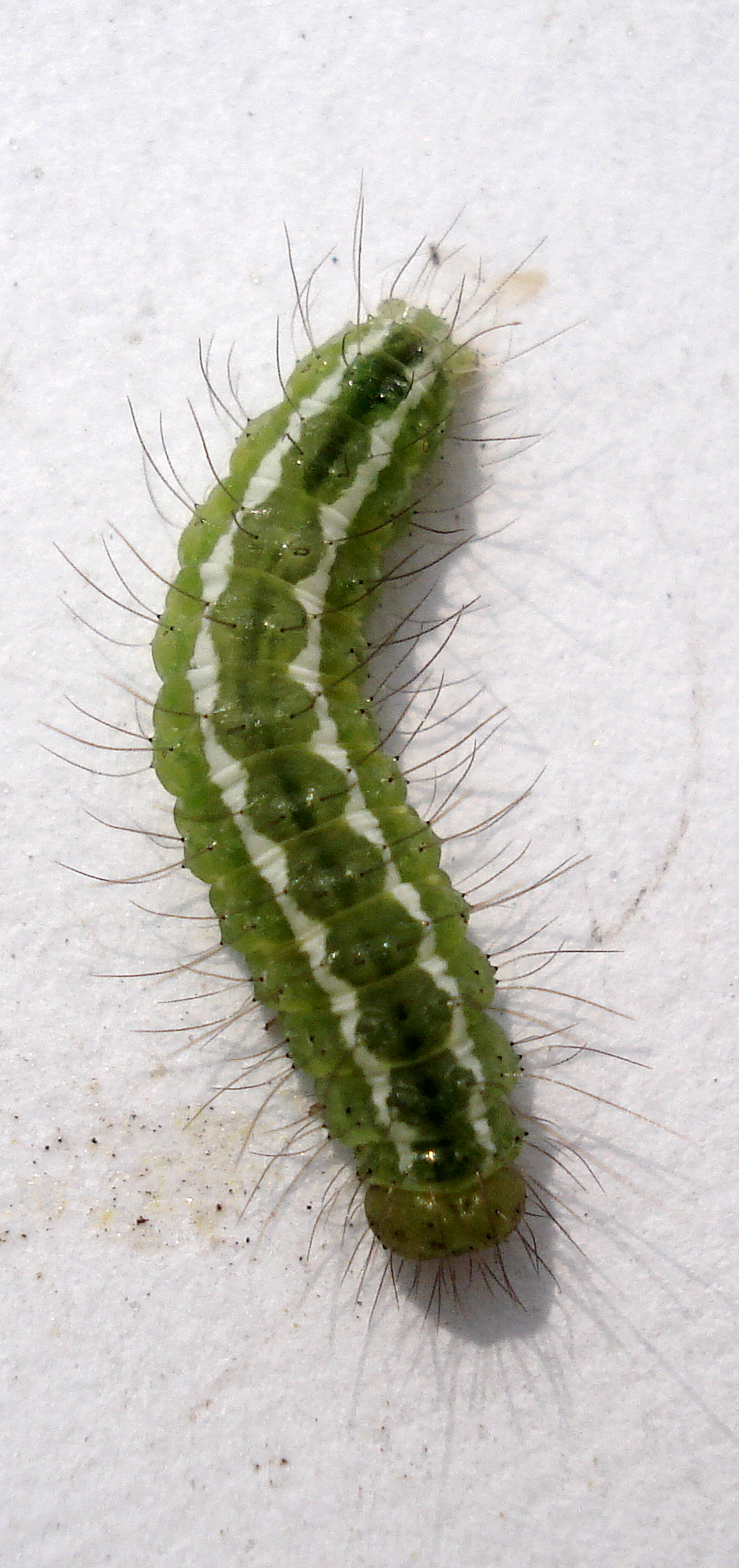
Rups